# Вик-ауф-Фер
Вик-ауф-Фер (нім. Wyk auf Föhr) — місто в Німеччині, розташоване в землі Шлезвіг-Гольштейн, на узбережжі острова Фер. Входить до складу району Північна Фризія. Складова частина об'єднання громад Фер-Амрум.
Площа — 8 км2. Населення становить 4280 ос. (станом на 31 грудня 2020).

## Галерея

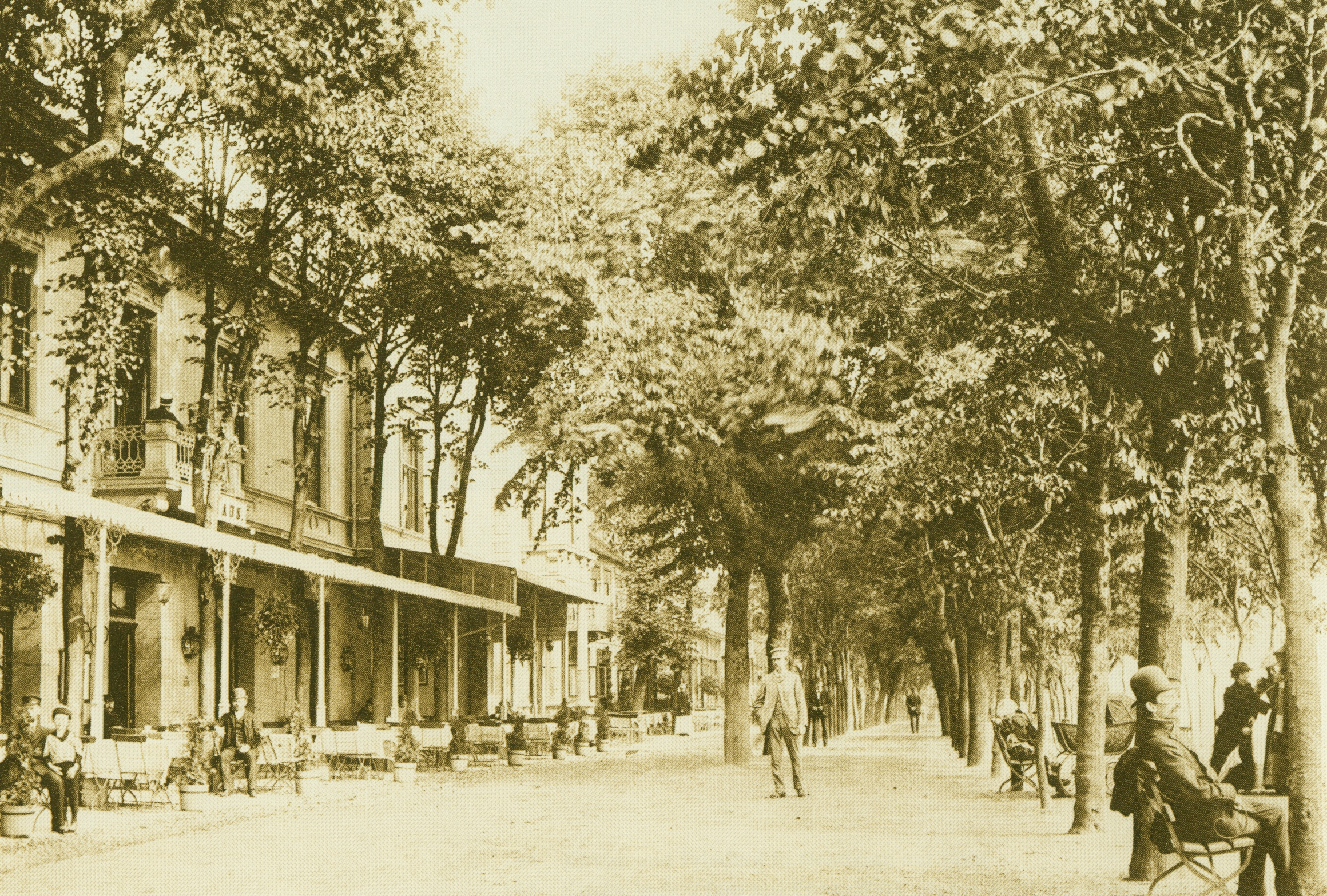
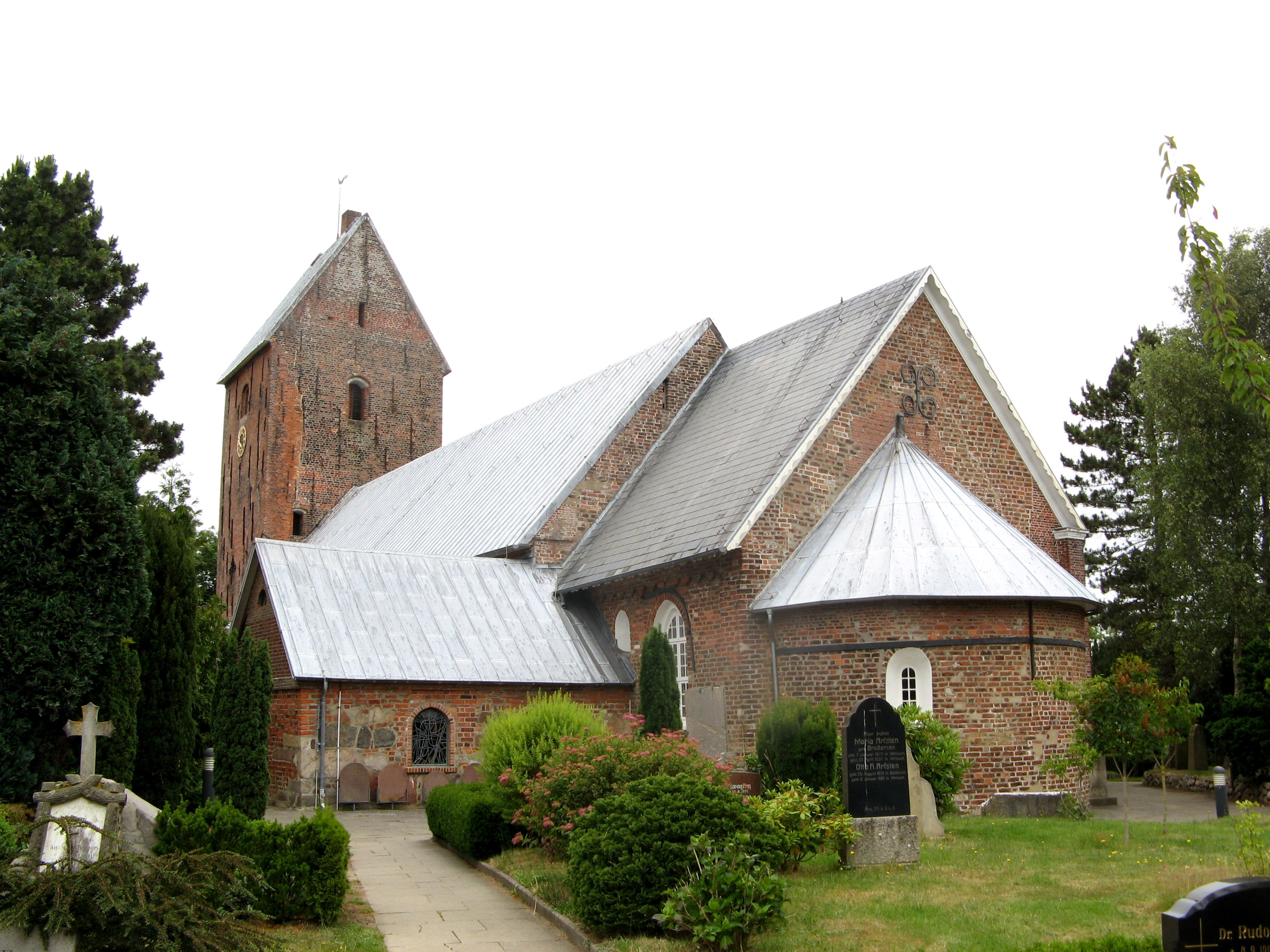
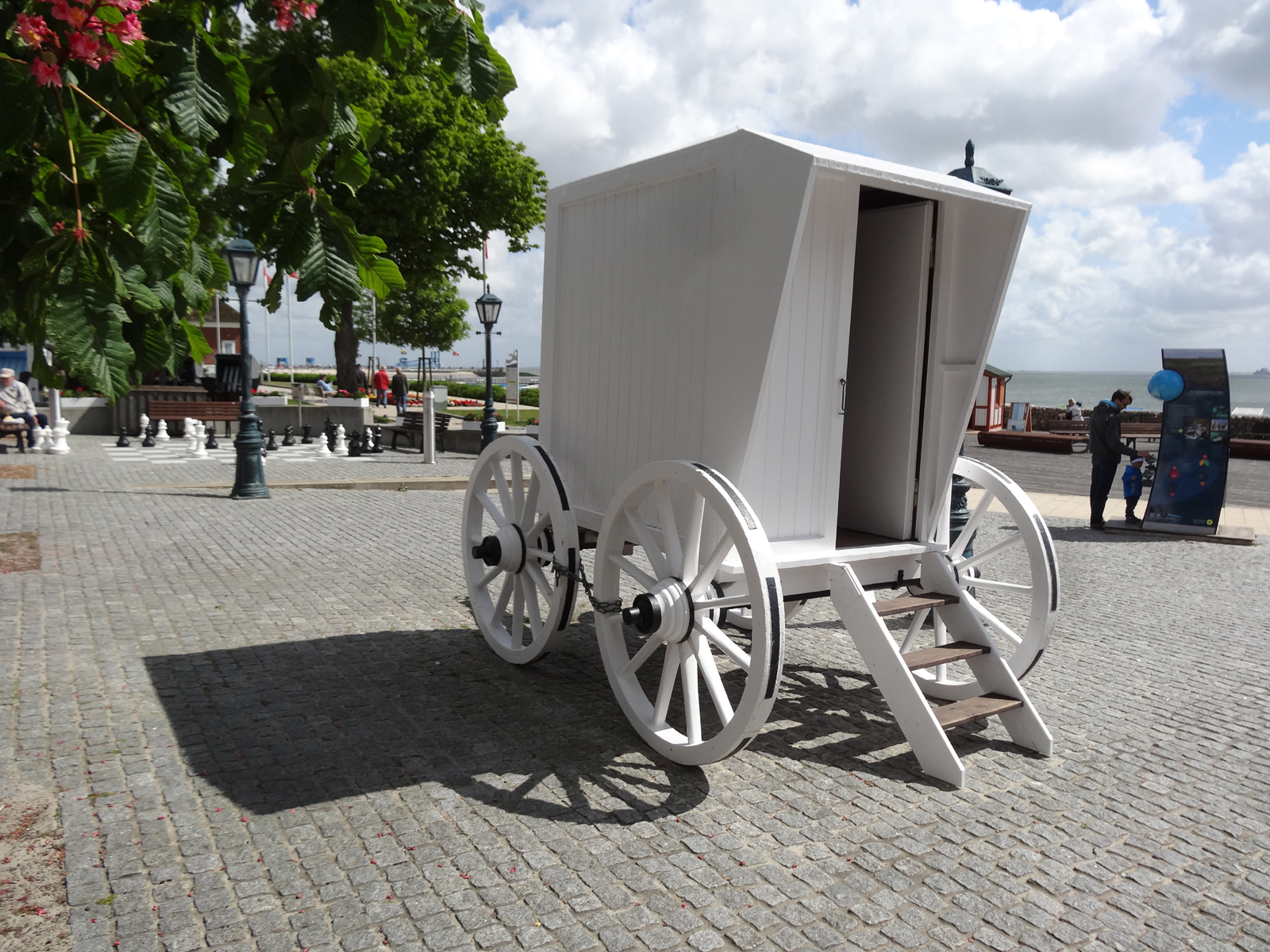
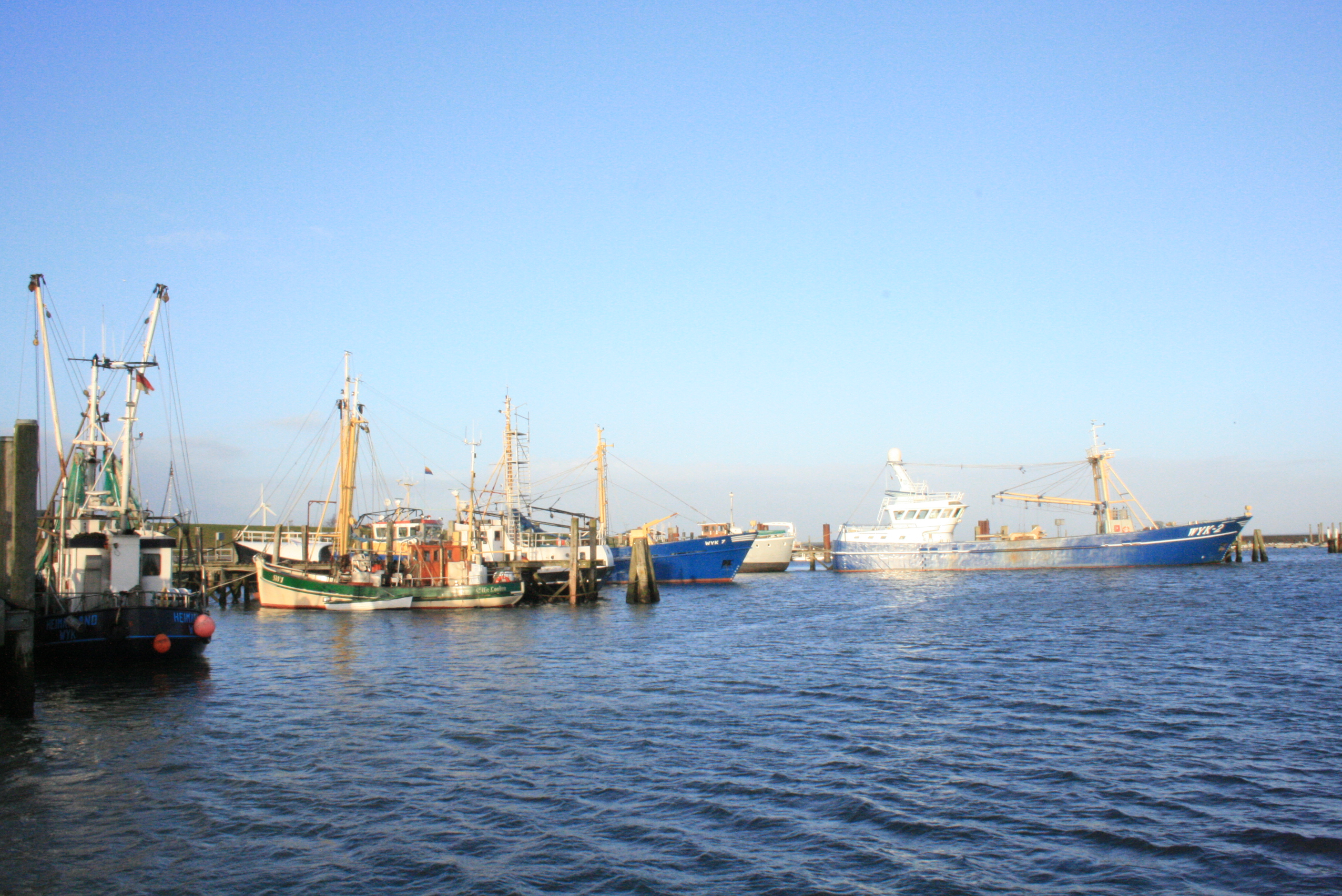
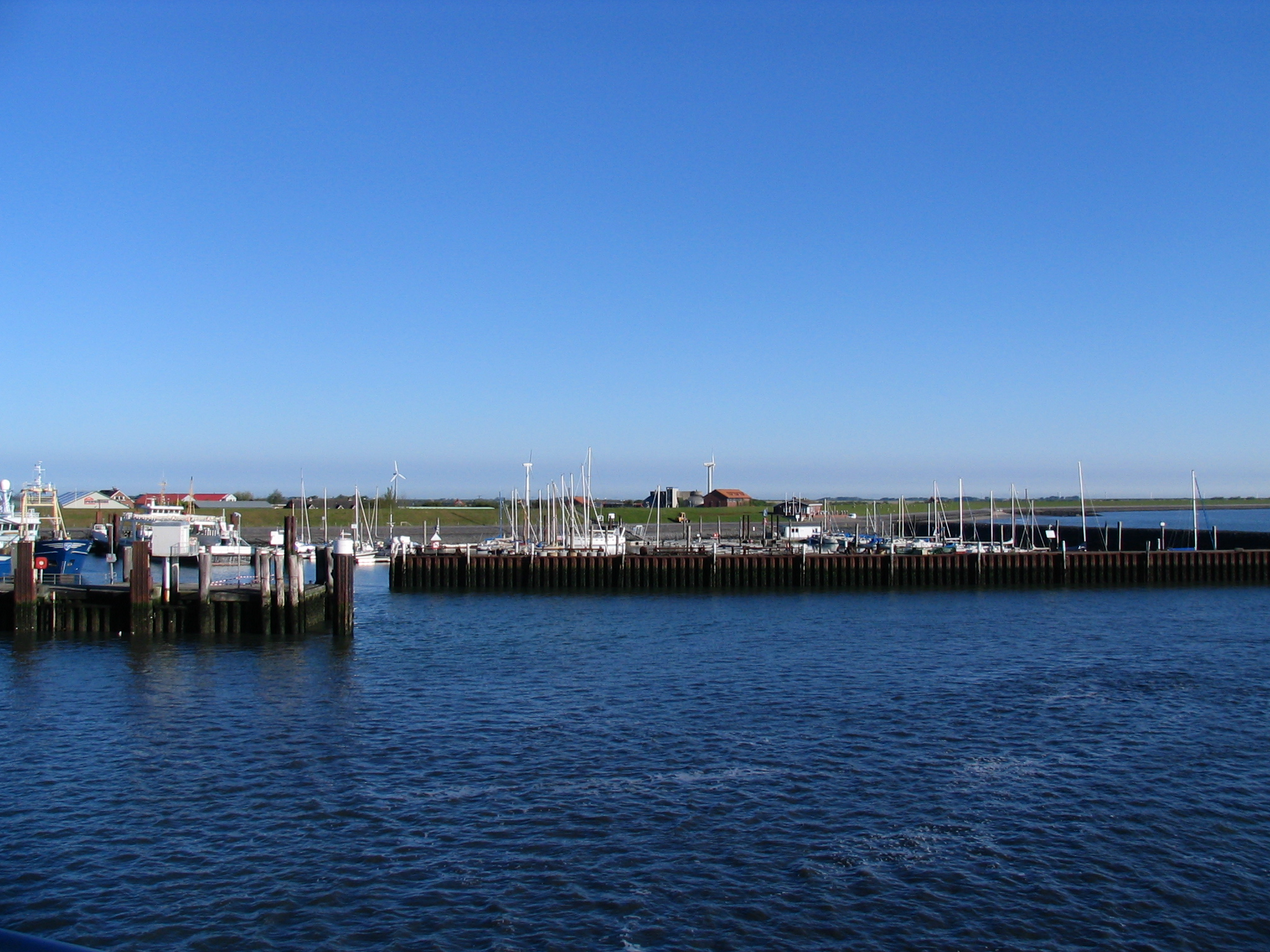
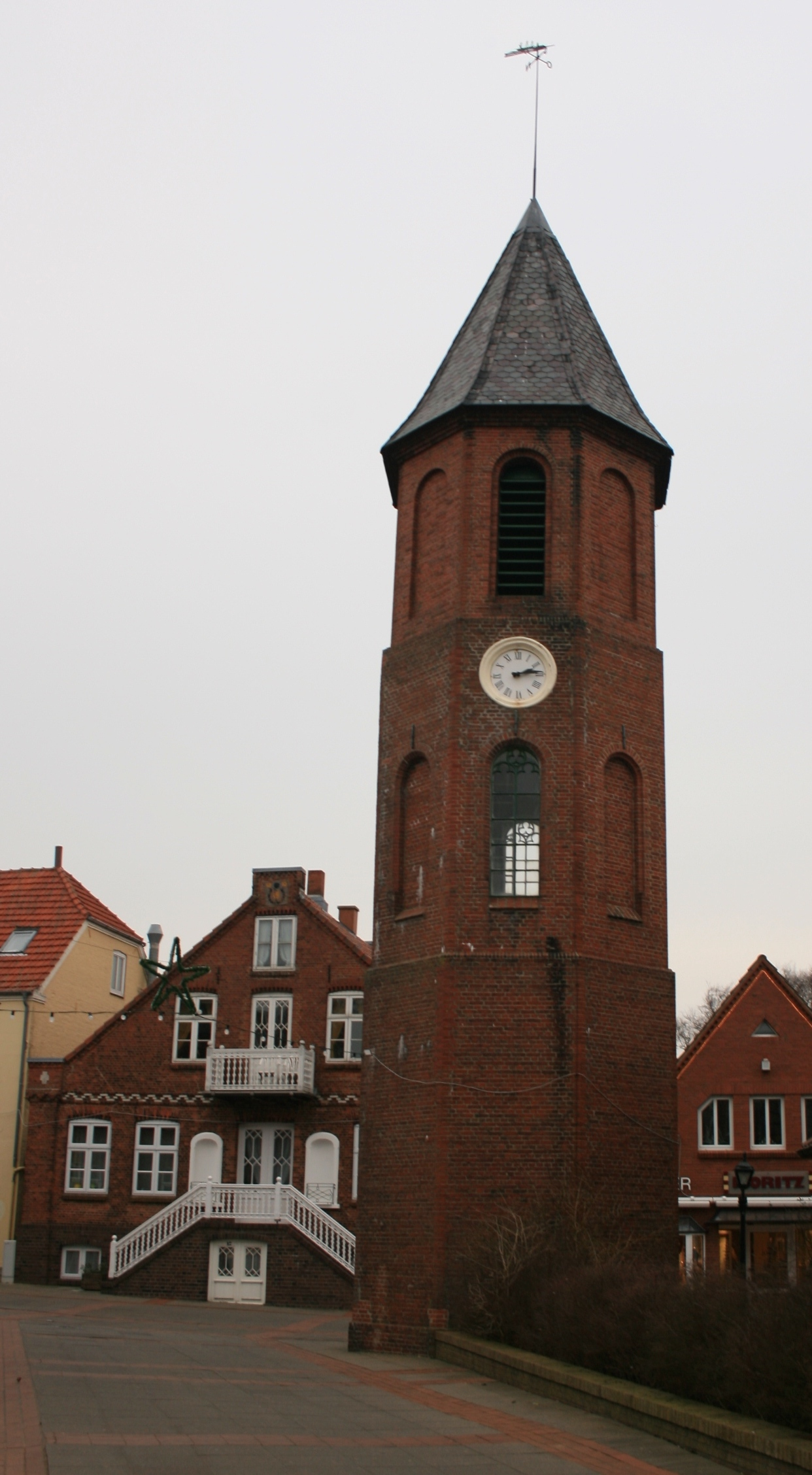